# Leuconia nivea
Leuconia nivea är en svampdjursart som först beskrevs av Grant 1826.  Leuconia nivea ingår i släktet Leuconia och familjen Baeriidae. Inga underarter finns listade i Catalogue of Life.